# Echiothrix leucura
Il ratto spinoso di Sulawesi settentrionale (Echiothrix leucura  Gray, 1867) è un roditore della famiglia dei Muridi, endemico dell'Isola di Sulawesi.

## Descrizione

### Dimensioni
Roditore di medie dimensioni, con lunghezza della testa e del corpo tra 200 e 227 mm, la lunghezza della coda tra 235 e 258 mm, la lunghezza del piede tra 51 e 53 mm, la lunghezza delle orecchie tra 33 e 34 mm e un peso fino a 310 g.

### Aspetto
La pelliccia è soffice, ruvida e cosparsa densamente di peli spinosi, più soffici nelle parti ventrali. Le parti superiori sono bruno-grigiastre scure, cosparse di peli con la punta nera lungo la schiena ed i fianchi, mentre le parti ventrali, i lati del naso, le guance e la gola sono bianco-giallastre. Il muso è allungato ed affusolato. Intorno agli occhi sono presenti degli anelli di peli più scuri. Le orecchie sono grandi, prive di peli e marroni scure. Le vibrisse sono lunghe, nere e rigide. Il dorso dei piedi e le dita sono bianchi. La coda è più lunga della testa e del corpo, alla base nerastra e la metà terminale bianca, ricoperta di grosse scaglie quadrate disposte in 7-8 anelli ogni centimetro, ognuna corredata di 1-3 peli.

## Biologia

### Comportamento
È una specie terricola e notturna. La struttura corporea fa supporre un'abilità nel muoversi nei substrati della foresta.

### Alimentazione
Si nutre di vermi.

## Distribuzione e habitat
Questa specie è diffusa nella parte più settentrionale dell'Isola di Sulawesi.
Vive nelle foreste pluviali tropicali sempreverdi fino a 1.100 metri di altitudine.

## Conservazione
La IUCN Red List, considerato l'areale ridotto e frammentato e il declino del proprio habitat, classifica M.leucura come specie in pericolo (EN).